# Gorun, Neamț
Gorun (în trecut, Săcătura) este un sat în comuna Oniceni din județul Neamț, Moldova, România.